# Conte di Lindsey

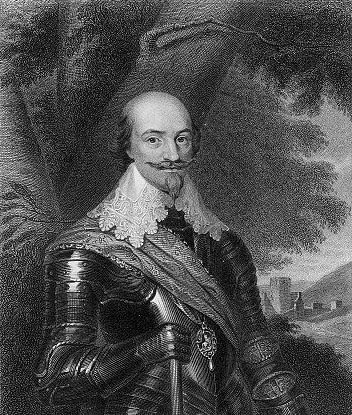
Robert Bertie,
I conte di Lindsey.

Conte di Lindsey è un titolo ereditario della nobiltà inglese della Parìa inglese.

## Storia
Il titolo fu creato nel 1626 per il XIV barone Willoughby de Eresby (si veda la voce dedicata al Barone Willoughby de Eresby per la storia precedente della famiglia).
Robert Bertie fu Primo Lord dell'Ammiragliato dal 1635 al 1636; inoltre, rivendicò il suo diritto per via materna alla carica ereditaria di Lord gran ciambellano di Inghilterra. Lord Lindsey combatté a fianco dei Realisti durante la Guerra civile e cadde nel corso della battaglia di Edgehill il 23 ottobre 1642.
Gli succedette suo figlio, il secondo conte. Anch'egli combatté a Edgehill e si arrese ai Parlamentaristi per poter assistere il padre mortalmente ferito. Successivamente combatté nella prima e nella seconda battaglia di Newbury e nella battaglia di Naseby.

La sede della famiglia è la Gilmilnscroft House, vicino a Mauchline, nell'East Ayrshire.

## Conti di Lindsey (1626)
- Robert Bertie, I conte di Lindsey (1582–1642)
- Montagu Bertie, II conte di Lindsey (1608–1666)
- Robert Bertie, III conte di Lindsey (1630–1701)
- Robert Bertie, IV conte di Lindsey (1660–1723) (creato Marchese di Lindsey nel 1706 e duca di Ancaster e Kesteven nel 1715)

## Duchi di Ancaster e Kesteven (1715)

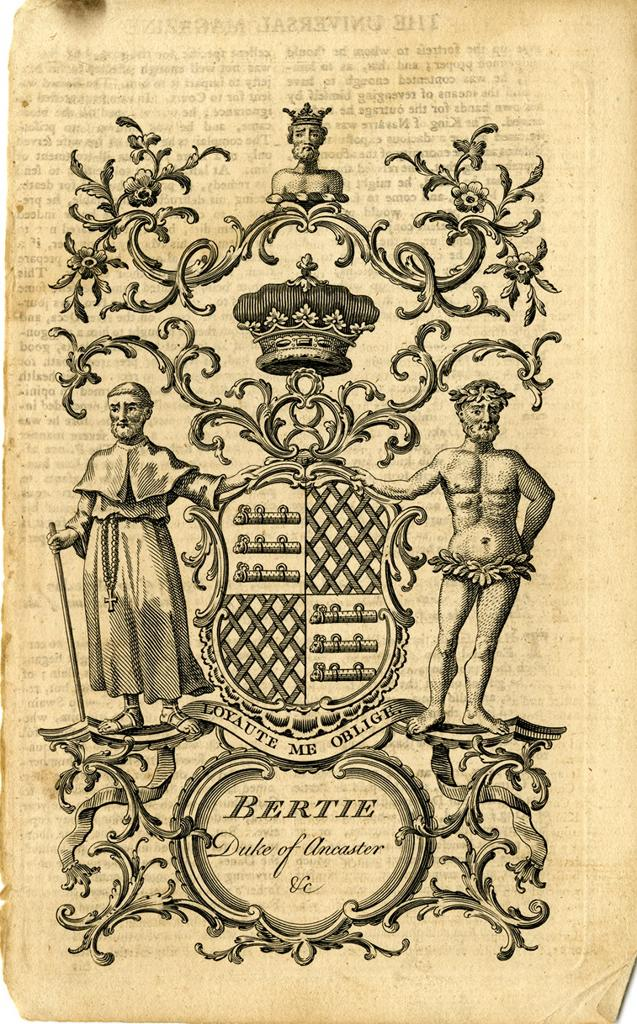
Un ex libris con l'illustrazione dello stemma di Bertie, duca di Ancaster

- Robert Bertie, I duca di Ancaster e Kesteven (1660–1723)
- Peregrine Bertie, II duca di Ancaster e Kesteven (1686–1742)
- Peregrine Bertie, III duca di Ancaster e Kesteven (1714–1778)
- Robert Bertie, IV duca di Ancaster e Kesteven (1756–1779)
- Brownlow Bertie, V duca di Ancaster e Kesteven (1729–1809)

## Conti di Lindsey (1626; restaurazione)
- Albemarle Bertie, IX conte di Lindsey (1744–1818)
- George Augustus Frederick Albemarle Bertie, X conte di Lindsey (1814–1877)
- Montague Peregrine Bertie, XI conte di Lindsey (1815–1899)
- Montague Peregrine Albemarle Bertie, XII conte di Lindsey (1861–1938)
- Montagu Henry Edmund Towneley-Bertie, XIII conte di Lindsey, VIII conte di Abingdon (1887–1963)
- Richard Henry Rupert Bertie, XIV conte di Lindsey, IX conte di Abingdon (nato nel 1931)

L'erede apparente è il figlio dell'attuale detentore Henry Mark Willoughby Bertie, Lord Norreys (nato nel 1958).

Il secondo in linea di successione è il figlio dell'erede apparente Willoughby Henry Constantine St Maur (nato nel 1996).